# تشارلز كولير ميشيل
تشارلز كولير ميشيل (بالإنجليزية: Charles Collier Michell)‏ هو رسام ومهندس معماري ومهندس جنوب أفريقي، ولد في 29 مارس 1793، وتوفي في 28 مارس 1851.